# Deutsche Staatsphilharmonie Rheinland-Pfalz
La Deutsche Staatsphilharmonie Rheinland-Pfalz (en español: Filarmónica estatal de Renania-Palatinado)  es la orquesta sinfónica más importante de Renania-Palatinado, con sede en Ludwigshafen am Rhein. Da conciertos en Renania-Palatinado, así como en Alemania y en el extranjero. La orquesta está formada por 88 músicos de 16 países. Su director titular desde la temporada 2009/2010, es Karl-Heinz Steffens.